# 2017年環義自由車賽
2017年環義自由車賽是第100屆環義自由車賽，同時是三大自行車環賽的一部分。冠軍由汤姆·迪穆兰獲得，穿上象徵總成績第一的粉色領騎衫，他是環意賽事的第一位荷蘭冠軍。第二名和第三名分別為哥倫比亞的奈洛·金塔纳以及義大利的文森佐·尼巴利獲得。

### 紀錄資料
- (PDF). Giro d'Italia (RCS MediaGroup). 2017  [3 May 2017]. （原始内容存档 (PDF)于2019-06-05） （意大利语）.

## 外部連結
- 官方网站